# An Thới Đông
An Thới Đông là một xã thuộc Thành phố Hồ Chí Minh, Việt Nam.

## Địa lý
Xã An Thới Đông nằm ở phía bắc huyện Cần Giờ, có vị trí địa lý:
- Phía đông giáp xã Tam Thôn Hiệp
- Phía tây giáp huyện Nhà Bè và tỉnh Long An với ranh giới là sông Soài Rạp
- Phía nam giáp xã Lý Nhơn và xã Long Hòa
- Phía bắc giáp xã Bình Khánh.

Xã có diện tích 103,72 km², dân số năm 2021 là 14.222 người,  mật độ dân số đạt 137 người/km².

## Hành chính
Xã An Thới Đông được chia thành 6 ấp: An Nghĩa, An Đông, An Bình, An Hòa, Rạch Lá, Doi Lầu.